# Rosochy (województwo świętokrzyskie)
Rosochy – wieś w Polsce położona w województwie świętokrzyskim, w powiecie opatowskim, w gminie Opatów.
| SIMC    | Nazwa             | Rodzaj    |
| ------- | ----------------- | --------- |
| 0801881 | Kolonie Wschodnie | część wsi |
| 0801875 | Rosochy-Kolonia   | część wsi |
| 0801898 | Stara Wieś        | część wsi |

W latach 1975–1998 miejscowość położona była w województwie tarnobrzeskim.